# Гвам на Светском првенству у атлетици на отвореном 2005.
Гвам је учествовао на Светском првенству у атлетици на отвореном 2005. одржаном у у Хелсинкију од 6. до 14. августа девети пут. Репрезентацију Гвама представљало је двоје такмичара (1 мушкарац и 1 жена) који су се такмичили у две дисциплине (1 мушка и 1 женска).
На овом првенству представници Гвама нису освојили ниједну медаљу. Постигнут је један национални и један лични рекорд.

## Учесници
| Мушкарци: - Филам Гарсија — 100 м | Жене: - Desiree Craggette — 100 м |  |

## Резултати

### Мушкарци
| Атлетичар     | Дисциплина | Лични рекорд | Квалификације | Квалификације | Четвртфинале         | Четвртфинале         | Полуфинале           | Полуфинале           | Финале               | Финале       | Детаљи |
| Атлетичар     | Дисциплина | Лични рекорд | Резултат      | Место         | Резултат             | Место                | Резултат             | Место                | Резултат             | Место        | Детаљи |
| ------------- | ---------- | ------------ | ------------- | ------------- | -------------------- | -------------------- | -------------------- | -------------------- | -------------------- | ------------ | ------ |
| Филам Гарсија | 100 м      | 10,66 НР     | 10,79         | 5. у гр. 1    | Није се квалификовао | Није се квалификовао | Није се квалификовао | Није се квалификовао | Није се квалификовао | 40 / 58 (62) |        |

### Жене
| Атлетичар         | Дисциплина | Лични рекорд | Квалификације | Квалификације | Четвртфинале          | Четвртфинале          | Полуфинале            | Полуфинале            | Финале                | Финале  | Детаљи |
| Атлетичар         | Дисциплина | Лични рекорд | Резултат      | Место         | Резултат              | Место                 | Резултат              | Место                 | Резултат              | Место   | Детаљи |
| ----------------- | ---------- | ------------ | ------------- | ------------- | --------------------- | --------------------- | --------------------- | --------------------- | --------------------- | ------- | ------ |
| Desiree Craggette | 100 м      | 13,54        | 12,80 НР      | 6. у гр. 5    | Није се квалификовала | Није се квалификовала | Није се квалификовала | Није се квалификовала | Није се квалификовала | 53 / 73 |        |